# جین الیوت (آموزگار)
جین الیوت (انگلیسی: Jane Elliott؛ با نام اصلی جنیسن، زادهٔ ۲۷ مهٔ ۱۹۳۳)  آموزگار، فعال حقوق بشر، و فیلم‌نامه‌نویس اهل ایالات متحده آمریکا است. وی از سال ۱۹۶۸ میلادی تاکنون مشغول فعالیت بوده‌است.
در سال ۲۰۱۶ نام وی به عنوان یکی از زنان اثرگذار و الهام‌بخش در سراسر جهان، در فهرست ۱۰۰ زن بی‌بی‌سی قرار گرفت.